# György Garics
György Garics (Kroatisch: Jurica Garić) (Szombathely, 8 maart 1984) is een Oostenrijks voetballer van Kroatische afkomst, die geboren werd in Hongarije. Sinds 2015 speelt Garics voor het Duitse SV Darmstadt 98. Met Rapid Wien werd hij in 2005 landskampioen van Oostenrijk. Garics is een etnische Kroaat.
Garics speelde sinds 2006 veertig interlands voor de Oostenrijkse nationale ploeg, waarin hij twee keer scoorde. Hij debuteerde op 6 oktober 2006 tegen Liechtenstein. Voor Jong Oostenrijk speelde hij 23 wedstrijden. Met Oostenrijk nam Garics in juni 2016 deel aan het Europees kampioenschap voetbal 2016 in Frankrijk. Oostenrijk werd uitgeschakeld in de groepsfase na nederlagen tegen Hongarije (0–2) en IJsland (1–2) en een gelijkspel tegen Portugal (0–0).

## Carrière
- 1990–1998: Szombathelyi Haladás (jeugd)
- 1998–2002: Rapid Wien (jeugd)
- 2002–2006: Rapid Wien
- 2006–2008: SSC Napoli
- 2008–2010: Atalanta Bergamo
- 2010–2015: Bologna FC
- 2015–: SV Darmstadt 98